# Der goldene Regenbogen
Der goldene Regenbogen (Originaltitel: Finian’s Rainbow) ist eine US-amerikanische Musicalverfilmung des Regisseurs Francis Ford Coppola aus dem Jahr 1968 mit Märchenmotiven. Es basiert auf dem gleichnamigen Broadway-Stück von E. Y. Harburg, Fred Saidy und Burton Lane.

## Handlung
Eines Tages begibt sich der Ire Finian McLonergan mit seiner Tochter Sharon nach Rainbow Valley – eine kleine Südstaaten-Gemeinde im fiktiven Bundesstaat Missitucky, die vom Tabakanbau lebt. In seinem Besitz befindet sich ein Topf voll Gold, den er dem Feenvolk entwendet hat. Der abergläubische Finian ist davon überzeugt, dass der Boden nahe Fort Knox die Fähigkeit hat, das Gold zu mehren. Die Bewohner von Rainbow Valley stehen allerdings vor der Vernichtung ihrer Existenz, denn sie sollen wegen Steuerschulden enteignet werden. Finian hilft, die Schulden zu tilgen (er zahlt die Gebühren in Höhe von 77 Dollar) und erwirbt sich damit das Recht auf ein Stück Land, in dessen Boden er den Goldtopf vergräbt. Der Ortsansässige Woody Mahoney – so versponnen und charmant wie ihr Vater – beginnt die resolute Sharon zu umwerben. Sein Traum besteht darin, Tabak mit Menthol zu kreuzen.
Der Kobold Og hat Finian von Irland in die Staaten verfolgt, um den Topf zurückzubekommen. Ohne diesen Topf verliert Og seine Zauberkräfte und wird nach und nach ein sterblicher Mensch – was auch nicht ohne Reize ist: Og verliebt sich – in Sharon, in Woodys stumme Schwester Susan, die sich mittels Ausdruckstanz verständigt, und im Grunde genommen in jede Frau, derer er angesichtig wird.
Als der rassistische und raffgierige Senator Rawkins von dem „Goldvorkommen“ in Rainbow Valley erfährt, ist ihm jedes Mittel recht, das Land zu erwerben. Er beruft sich auf ein obskures Gesetz, das das Zusammenleben von Schwarzen und Weißen für unrechtmäßig erklärt. Außer sich, wünscht sich Sharon, dass der Senator schwarz werde, und da sie zu dem Zeitpunkt über dem magischen Topf steht, geht ihr Wunsch in Erfüllung. Um zu verhindern, dass seine Tochter als Hexe verbrannt wird, muss Finian den inzwischen verschwundenen Goldtopf finden, ehe dessen Zauberkräfte aufgezehrt sind, und die Verwünschung des geläuterten Rawkins rückgängig machen.

## Hintergrund
Dieses Musical wurde 1947 am Broadway uraufgeführt. Die in dem Stück enthaltene Rassensatire machte das Stück für 20 Jahre unverfilmbar. Die Thematik war einer der Gründe, warum der Film ein Misserfolg wurde.
Am Set lernte Coppola den jungen George Lucas kennen und engagierte ihn als Regieassistenten. Die beiden wurden Freunde.
Der Film ist Fred Astaires letzte Musicalverfilmung.
Der Vorname der Filmfigur Woody Mahoney ist angelehnt an Woody Guthrie.

## Kritiken
Für den film-dienst war der Film ein „[ü]berlanges, etwas vordergründiges Märchen-Musical, das immerhin unbeschwerte Unterhaltung zu bieten hat.“ Der Evangelische Filmbeobachter sprach von einer Musical-Verfilmung, „die märchenhafte Elemente, Musik und Gesang, Tanz und Liebe mit Gesellschafts- und Sozialkritik vermischt, was dem Film insgesamt schlecht bekommt“. Das Fazit lautete: „Wenig befriedigend für Erwachsene, während sich Kinder ab 8 Jahren an Musik und Tanz freuen können.“

## Auszeichnungen
- 1969: Nominierungen für den Oscar in den Kategorien Beste Filmmusik (Ray Heindorf) und Bester Ton
- 1969: Nominierungen für den Golden Globe in den Kategorien Bester Film – Komödie oder Musical, Beste Hauptdarstellerin – Komödie oder Musical (Petula Clark), Bester Hauptdarsteller – Komödie oder Musical (Fred Astaire), Beste Nebendarstellerin (Barbara Hancock), Beste Nachwuchsdarstellerin (Barbara Hancock)
- 1969: Nominierung für den Writers Guild of America Award in der Kategorie Bestes Musical-Drehbuch (Harburg, Saidy)
- 1970: 7. Platz für Petula Clark in der Kategorie Beste Nachwuchsdarstellerin bei den Laurel Awards

## Deutsche Fassung
Die deutsche Synchronfassung entstand 1969.
| Rolle             | Darsteller     | Synchronsprecher  |
| ----------------- | -------------- | ----------------- |
| Finian McLonergan | Fred Astaire   | Leo Bardischewski |
| Sharon McLonergan | Petula Clark   | Eva Pflug         |
| Og, der Kobold    | Tommy Steele   | Horst Sachtleben  |
| Woody Mahoney     | Don Francks    | Michael Cramer    |
| Senator Rawkins   | Keenan Wynn    | Alois Maria Giani |
| Howard            | Al Freeman Jr. | Horst Raspe       |
| Buzz Collins      | Ronald Colby   | Gernot Duda       |
| Staatsanwalt      | Wright King    | Manfred Schott    |